# جعبه سیاه (فیلم ۲۰۲۰)
جعبه سیاه (به انگلیسی: Black Box) یک فیلم آمریکایی به ژانر ترسناک به کارگردانی امانوئل اوسی، کافور جونیور و نویسندگی امانوئل اوسی، کافور جونیور و استفان هرمان محصول ۲۰۲۰ است.
بازیگران این فیلم مامودو اتی، فیلیسیا رشاد، آماندا کریستین، توسین موروهونفولا و تروی جیمز هستند. جیسون بلام به عنوان تهیه‌کننده اجرایی تحت پرچم بلوم هاوس پروداکشنز خود فعالیت می‌کند. فیلم جعبه سیاه در ۶ اکتبر سال ۲۰۲۰ از آمازون استودیوز در پلتفرم OTT پرایم ویدئو به عنوان دومین قسمت از مجموعه‌های گلچین منتشر شد.

## خلاصه داستان
داستان فیلم شخصی است پس از تصادف رانندگی همسرش حافظه اش را از دست می‌دهد.…

## بازیگران
- مامودو آتیه در نقش نولان رایت
- فیلیشیا رشاد در نقش دکتر لیلیان بروکس
- آماندا کریستین در نقش آوا رایت
- توسین موروهونفولا در نقش دکتر گری یبوه
- تروی جیمز به عنوان مرد عقب مانده
- شارمین بینگوا در نقش میراندا بروکس
- دونالد واتکینز در نقش توماس بروکس